# Milichiella poecilogastra
Milichiella poecilogastra är en tvåvingeart som beskrevs av Becker 1907. Milichiella poecilogastra ingår i släktet Milichiella och familjen sprickflugor. Tidigare hette arten Ulia poecilogastra men flyttades 2009 till  släktet Milichiella.
Artens utbredningsområde är Costa Rica, Peru och Bolivia. 